# Капампанганский язык
Капампанганский язык, или просто капампанган — один из языков Филиппин. Известен также под названиями: пампанго, пампангуэно и аманунг-сисуан (последнее буквально значит «язык, вскормленный грудью», то есть то же, что и «родной язык»).

## История
Название языка происходит от слова pampang, что означает «берег реки». История языка до прибытия испанцев в XVI в. почти неизвестна. В XVIII в. монах Диего Бергано написал две книги: словарь (Vocabulario de la lengua Pampanga) и грамматику (Arte de la lengua Pampanga).
На этом языке писали два видных филиппинских писателя XIX в. Отец Ансельмо Пахардо получил известность как автор сочинений «Гонсало из Кордовы» и «Героическая комедия о завоевании Гранады». Ещё один писатель Хуан Крисостомо Сото был автором многих пьес. Амадо Юсон, номинант на Нобелевскую премию по литературе в 1950-е гг., был автором поэмы «Криссотан».
В настоящее время капампанганский язык приходит в упадок даже на тех территориях, где язык традиционно был распространён.

## Классификация
Большинство исследователей помещают капампанганский язык в северные филиппинские языки австронезийской семьи.
Ближайшими родственниками капампанганского языка являются самбальский язык провинции Самбалес и язык болинао, распространённый в городе Болинао.

## Грамматика

### Существительные
Существительные в капампанганском языке не имеют флексий. Падежный показатель обычно предшествует существительному. Имеется три падежных показателя: абсолютив/номинатив, эргатив/генитив и косвенный падеж.
Маркеры косвенных падежей выполняют ту же роль, что предлоги в европейских языках. Эргатив обозначает активного деятеля при непереходных глаголах. Абсолютив обозначает объект действия при переходных глаголах, но подлежащее при непереходных.
Кроме того, именные маркеры делятся на два класса: один для названий (имён) людей, второй — для всего прочего.
Падежные показатели приведены в таблице ниже.
|               | Абсолютив | Эргатив   | Косвенный падеж |
| ------------- | --------- | --------- | --------------- |
| Обычный ед.ч. | ing       | -ng, ning | king            |
| Обычный мн.ч. | ding ring | ring      | karing          |
| Личный ед.ч.  | i         | -ng       | kang            |
| Личный мн.ч.  | di ri     | ri        | kari            |

Примеры:
Dinatang ya ing lalaki.

«Человек пришёл».
Ikit neng Juan i Maria.

«Хуан видел Марию».
Munta la ri Elena ampong Robertu king bale nang Miguel./Munta la di Elena ampong Robertu king bale nang Miguel.

«Элена и Роберто пойдут в дом Мигеля».
Nukarin la ring libro?

«Где книги?»
Ibie ke ing susi kang Carmen.

«Я отдам ключ Кармен».

### Местоимения
|              | Абсолютив (независимый) | Абсолютив (энклитика) | Эргатив  | Косвенный падеж  |
| ------------ | ----------------------- | --------------------- | -------- | ---------------- |
| Я            | yaku, aku               | ku                    | ku       | kanaku, kaku     |
| Ты           | ika                     | ka                    | mu       | keka             |
| Он, она, оно | iya, ya                 | ya                    | na       | keya, kaya       |
| Мы двое      | ikata                   | kata, ta              | ta       | kekata           |
| Мы с тобой   | ikatamu, itamu          | katamu, tamu          | tamu, ta | kekatamu, kekata |
| Мы без тебя  | ikami, ike              | kami, ke              | mi       | kekami, keke     |
| Вы           | ikayo, iko              | kayu, ko              | yu       | kekayu, keko     |
| Они          | ila                     | la                    | da ra    | karela           |

#### Особые формы местоимений
Местоимения ya и la после слов ati (есть (где-то)) и ala (нет (где-то)) имеют особые формы: yu и lu.

#### Указательные местоимения
Система указательных местоимений отличается от аналогичных местоимений в других филиппинских языках в связи с наличием различных вариантов для единственного и множественного чисел.
|                                              | Абсолютив | Абсолютив | Эргатив | Эргатив | Косвенный падеж | Косвенный падеж | Локатив | Локатив | Экзистенциальный падеж |
| -------------------------------------------- | --------- | --------- | ------- | ------- | --------------- | --------------- | ------- | ------- | ---------------------- |
| Ед.ч.                                        | Мн.ч.     | Ед.ч.     | Мн.ч.   | Ед.ч.   | Мн.ч.           | Ед.ч.           | Мн.ч.   |         | Экзистенциальный падеж |
| Ближайший к говорящему (этот, здесь)         | ini       | deni reni | nini    | dareni  | kanini          | kareni          | oyni    | oreni   | keni                   |
| Около говорящего и собеседника (этот, здесь) | iti       | deti reti | niti    | dareti  | kaniti          | kareti          | oyti    | oreti   | keti                   |
| Ближе к собеседнику (тот, там)               | iyan      | den ren   | niyan   | daren   | kanyan          | karen           | oyan    | oren    | ken                    |
| Удалённый (вон там, вон тот)                 | ita       | deta reta | nita    | dareta  | kanita          | kareta          | oyta    | oreta   | keta                   |

Указательные местоимения ini и iti (включая их падежные формы) оба означают «этот», но используются в различном контексте.
Iti обычно относится к чему-либо абстрактному, но может указывать и на конкретные существительные. Например, iting musika (эта музыка), iti ing gagawan mi (вот что мы делаем).
Ini всегда является конкретным и никогда — абстрактным. Например, ining libru (эта книга), ini ing asu nang Juan (это собака Хуана).
Кроме того, в локативных формах keni используется, когда собеседник находится не рядом с предметом, о котором идёт речь. Keti, напротив, когда собеседник находится рядом с предметом. Например, два человека в одной и той же стране будут называть свою страну keti, однако о своих городах — keni, в обоих случаях имея в виду «здесь».
Nanu ini?

«Что это?»
Mangabanglu la rening sampaga./Mangabanglu la dening sampaga.

«Эти цветы приятно пахнут».
Ninu ing lalaking ita?

«Кто этот человек?»
Me keni/munta ka keni.

«Приходи (подходи)».
Ati ku keti/atsu ku keni/atyu ku keni.

«Я здесь».
Mangan la keta.

«Они будут есть здесь».
Ninu ing anak a yan?

«Кто этот ребёнок?»
Uyta/Oyta ya pala ing salamin mo/mu!

«Так вот где ваши очки!»
E ku pa menakit makanyan/makanini.

«Я не видел одного из них раньше»
Manyaman la ren./Manyaman la den.

«Они вкусные».
Ayni/Areni/Oreni la reng adwang regalo para keka.

«Вот два подарка для тебя».

### Глаголы
Глаголы капампанганского языка — морфологические сложные и принимают множество аффиксов, отражающих фокус, вид, наклонение и прочие категории.

#### Сложности и нерегулярности
Носители других филиппинских языков воспринимают капампанганскую глагольную систему как более сложную, чем в их родных языках, из-за того, что ряд глаголов относятся к необычным (для других филиппинских языков) глагольным классам; кроме того, существуют сложные правила использования ряда глагольных форм.
Чтобы иллюстрировать данные проблемы, можно рассмотреть глагол sulat (писать), существующий как в тагальском языке, так и в капампанганском.
Пример:
- susulat означает «пишет» по-капампангански, но «будет писать» по-тагальски.
- sumulat означает «будет писать» по-капампангански, но «писал» по-тагальски. Эта форма также является инфинитивом в обоих языках.
- sinulat означает «писал» в обоих языках, однако в капампанганском фокус — на деятеле, а в тагальском — на объекте.

Суффикс объекта-фокуса -an обозначает два различных фокуса. Единственная разница между ними состоит в том, что в одной из парадигм спряжения -an сохраняется для передачи совершенного вида, тогда как в другой парадигме спряжения — опускается. Рассмотрим ниже два глагола:
bayaran (платить кому-либо): bayaran (уплатит кому-то), babayaran (платит кому-то), beyaran (уплатил кому-то)
bayaran (платить за что-то): bayaran (уплатит за что-либо), babayaran (платит за что-либо), binayad (платил за что-либо)
В других филиппинских языках имеются отдельные формы. Например, в тагальском имеются суффиксы -in и -an, в бикольском -on и -an и в большинстве висайских языков, а также -en и -an в илокано. Это связано с историческими фонетическими изменениями по сравнению с прото-филиппинским /*e/.
Существует ряд глаголов, фокусированных на деятеле, в которых не используется инфикс -um-, но они обычно спрягаются, как и прочие глаголы. Например, gawa (делать), bulus (погружать), terak (танцевать), lukas (забирать), sindi (курить), saklu (найти), takbang (шагать), tuki (сопровождать), и т. д. используются вместо *gumawa, *bumulus, *tumerak, *lumukas, *sumindi, *sumaklu, *tumakbang, *tumuki,
Многие из глаголов, упомянутых выше, подвергаются изменению гласного вместо принятия инфикса -in- (совершенный вид). Для фокуса деятеля (напр. глаголы на -um-) это происходит только у глаголов, у которых есть гласный /u/ в первом слоге. Например, глагол lukas (забрать) имеет временные формы lukas (заберёт), lulukas (забирает) и likas (забрал) (а не ожидаемое *linukas).
Данное изменение гласного также происходит в ряде глаголов, фокусированных на объект в совершенном виде. В дополнение к превращению /u/ в /i/, /a/ превращается в /e/ в ряде случаев. Например, dela (принёс что-либо), а не *dinala, semal (работал над чем-либо), а не *sinamal, и seli (купил), а не *sinali.
Более того, на письме не различаются два разных префикса mag-. Magsalita может означать либо говорит, либо будет говорить. На слух, однако, разница заметна. [mɐgsaliˈtaʔ] означает «будет говорить», а [ˌmaːgsaliˈtaʔ] — «говорит».

#### Таблица спряжения
Ниже приведена таблица основных глагольных аффиксов.
|                                                | Инфинитив& Контемплатив | Прогрессив | Законченное действие           |
| ---------------------------------------------- | ----------------------- | ---------- | ------------------------------ |
| Фокус на деятеле1a                             | -um-                    | CV-        | -in-                           |
| Фокус на деятеле1b                             | -                       | CV-        | -in- -i-                       |
| Фокус на деятеле1c                             | m-                      | mVm-       | min- me-                       |
| Фокус на деятеле2                              | mag-                    | mág-       | mig-, meg-                     |
| Фокус на деятеле3                              | ma-                     | má-        | ne-                            |
| Фокус на деятеле4                              | maN-                    | máN-       | meN-                           |
| Фокус на объекте1                              | -an                     | CV- … -an  | -in- -i- -e-                   |
| Фокус на объекте2 Фокус на получателе действия | i-                      | iCV-       | i- -in- i- -i- i- -e-          |
| Фокус на объекте3 Локативный фокус             | -an                     | CV- … -an  | -in- … -an -i- … -an -e- … -an |
| Фокус на инструменте                           | ipaN-                   | páN-       | piN-, peN                      |
| Фокус причины                                  | ka-                     | ká-        | ke-                            |

### Энклитики
- ba: используется факультативно в вопросах «да или нет» и прочих типах вопросительных предложений.
- daw/raw: частица передачи с чужих слов; «как говорят», «по слухам», «по-видимому».
- din/rin: частица добавления к сказанному ранее, может переводиться «также», «а ещё».
- iká: выражает надежду, нереализованное условие (у глаголов завершённого вида), используется в условных выражениях.
- itá: выражает неопределённость и нереализованную идею; наверное, может быть, кажется.
- kahit, man: даже, даже если, даже хотя.
- kung: условная частица, обозначающая неожиданное событие; если.
- lang: ограничительная частица; только, всего лишь.
- na: теперь, уже.
- pa: всё ещё, ещё.
- namán: используется для противопоставления, смягчает вопросы и эмфазу.
- nanu ita: выражает причину; поскольку, потому что.
- ngâ: используется в утверждениях или для эмфазы, кроме того, смягчает императив; конечно, безусловно.
- palá: частица выражает осознание или неожиданное воспоминание.
- po: частица вежливости.

### Экзистенциальная связка
Для выражения существования/наличия («там есть», «имеется») и обладания («иметь») используется слово atí.

### Отрицание
Существует две отрицательных частицы: alí и alá.
Alí отрицает глаголы и связки, означает «нет» или «не».
Alá — антоним atí, означает «нет» в смысле «не имеется», «отсутствует».

### Вопросительные местоимения
Komustá используется для вопроса о самочувствии или состоянии, нередко как приветствие. Происходит от испанского выражения ¿cómo está?.
Komustá na ka?

«Как поживаешь?»
Komustá ya ing pasyente?

«Как дела у пациента?»
Nanu означает что.
Nanu ya ing gagawan mu?

«Что ты делаешь?»
Ninu означает кто.
Ninu la reng lalake?/Ninu la deng lalake?

«Кто эти люди?»
Ninu i Jennifer?

«Кто такая Дженнифер?»
Nokarin означает где, но используется для вопроса о местонахождении объекта и не используется вместе с глаголами.
Nokarin ya ing drayber?

«Где водитель?»

Прим.: Drayber происходит от английского «driver».
Nokarin ya i Henry?

«Где Генри?»

### Заимствования
Имеется немало заимствований из испанского языка, с учётом более чем 300-летнего испанского владычества. Среди примеров можно упомянуть: suerti от испанского suerte (удача), kurus от cruz (крест), karni от carne (мясо), korsunada от corazonada.
Из-за влияния буддизма и индуизма в капампанганском языке имеются заимствования из санскрита:
- kalma «судьба» от санскр. карма
- damla «божественный закон» от санскр. дхарма
- mantala «заклинания» от санскр. мантра
- upaya «власть» от санскр. upaya
- lupa «лицо» от санскр. rupa
- sabla «каждый» от санскр. sarva
- lawu «затмение» от санскр. rahu
- galura «Гигантский орёл (фамилия)» от санскр. Гаруда
- laksina «юг (фамилия)» от санскр. таксин
- laksamana «Адмирал (фамилия)» от санскр. лакшмана

Есть также заимствования из китайского, в основном из диалектов — кантонского и хоккиен:
- ápû 阿婆 «бабушка по матери»
- impû 外婆 «бабушка по отцу»
- ingkung 外公 «дедушка по отцу»
- atchi 阿姐 «старшая из сестёр»

## Примеры

### Употребительные фразы
- Kumusta ka? — Как поживаешь?
- Masalese ku pu. — Я в порядке.
- Mayap ku pu. — У меня всё хорошо.
- Nanung lagyu mu? — Как тебя зовут?
- Malagu kang talaga. — Ты действительно красивая.
- Kasanting mu! — Ты такой красивый!
- Uwa — Да.
- Ali — Нет.
- Me keni (сокр. от 'Ume ka keni'). — Подойди.
- Kaluguran da ka — я люблю тебя, мы любим тебя, они любят тебя.
- Tabalu keka — букв. «я не знаю с тобой»
- Eku balu — я не знаю.
- Mako na ku — Мне нужно идти.
- Mangan ta na, Mangan tamu-Let — давайте поедим.

### Числительные
| Числительное | Капампанганский перевод                  |
| ------------ | ---------------------------------------- |
| 1            | Metung/Isa                               |
| 2            | Adua                                     |
| 3            | Atlu                                     |
| 4            | Apat                                     |
| 5            | Lima                                     |
| 6            | Anam                                     |
| 7            | Pitu/pito                                |
| 8            | Walu/walo                                |
| 9            | Siyam                                    |
| 10           | Apulu                                    |
| 11           | Labing metung                            |
| 12           | Labing adua                              |
| 13           | Labing atlu                              |
| 14           | Labing apat                              |
| 15           | Labing lima                              |
| 20           | Adwang pulu                              |
| 21           | Adwang pulu’t metung                     |
| 22           | Adwang pulu’t adua                       |
| 30           | Atlung pulu                              |
| 100          | Dinalan                                  |
| 200          | Aduang dalan                             |
| 1,000        | Libu / Metung Libu / Metung a Libu       |
| 2,000        | Aduang Libu                              |
| 20,000       | Aduang Pulung Libu                       |
| 100,000      | Dinalang Libu / Dinalan a Libu           |
| 200,000      | Auwang Dalan Libu / Auwang Dalan A Libu  |
| 1,000,000    | Milyon / Metung Milyón / Metung a Milyon |
| 2,000,000    | Aduang Milyon                            |

## Капампанганская Википедия
Существует раздел Википедии на капампанганском языке («Капампанганская Википедия»), первая правка в нём была сделана в 2005 году. По состоянию на 14:44 (UTC) 27 июля 2025 года раздел содержит 10 132 статьи (общее число страниц — 23 216); в нём зарегистрировано 23 311 участников, двое из них имеют статус администратора; 26 участников совершили какие-либо действия за последние 30 дней; общее число правок за время существования раздела составляет 309 311.